# NGC 6009
NGC 6009 (другие обозначения — ZWG 78.96, PGC 56312) — галактика в созвездии Змея.
Этот объект входит в число перечисленных в оригинальной редакции «Нового общего каталога».